# Porsche Panamera
El Porsche Panamera es un automóvil de lujo del segmento F, producido por el fabricante alemán de automóviles Porsche. Se trata de un automóvil sedán de cuatro puertas, con diseño de carrocería estilo fastback. Es el primer automóvil de 4 puertas desarrollado y producido por Porsche, a la vez de ser uno de los varios modelos de la casa Porsche con motor delantero, junto a los cupés 924, 944, 968, 928 y los SUV Cayenne y Macan. Presenta dos versiones de transmisión, siendo estas de tracción trasera o tracción total.

## Primera generación (2009-2016)
Cuenta con motor delantero y tracción trasera, aunque versiones más potentes llevan tracción integral. El motor más potente podría ser una versión modificada del V8 de gasolina y 4,8 litros del Porsche Cayenne, equipado con el sistema de inyección directa del Grupo Volkswagen. El motor base sería un V6 de 3,6 litros, similar al del Cayenne re-estilizado, e incluso hay una versión híbrida en mente.
Los rumores sugieren que el motor V10 con potencia limitada del Porsche Carrera GT podría añadirse más tarde. Otro rumor gira en torno al motor diésel V12 del Audi Q7, que supuestamente llegaría también al Panamera.
El montaje final de los vehículos se llevará a cabo en Leipzig. Los motores serán montados en Stuttgart, y el pintado de la carrocería en las instalaciones de Volkswagen en Hannover.
El Panamera se considera generalmente que es el esperado fruto del prototipo Porsche 989 de finales de la década de 1980. Algunos sostienen que también se presenta como un sucesor del Porsche 928, que era un gran turismo.
Se comercializará como un competidor directo del Mercedes-Benz Clase CLS, Cadillac CTS-V y Maserati Quattroporte, y en menor medida una alternativa menos costosa a modelos como el Bentley Continental Flying Spur, el Ferrari FF (sucesor del 612) y el Aston Martin Rapide. Se trata del primer modelo de Porsche con motor V8 desde 1995, cuando se suspendió el 928.
Al igual que el Porsche 911 Carrera, el nombre del Panamera deriva de la Carrera Panamericana.

### Híbrido enchufable
En abril de 2013, Porsche presentó en Shanghái una actualización del Panamera con un pequeño rediseño e introdujo el modelo Panamera S E-Hybrid, el cual cuenta con un motor híbrido eléctrico de enchufe y a gasolina y es considerado el primer automóvil híbrido con enchufe de la clase de lujo. El motor eléctrico ofrece una autonomía de hasta 36 kilómetros y puede ser recargado durante el recorrido por recuperación de energía; además, tiene una capacidad energética de 9,4 kWh.
Se está comercializando produciendo como el Porsche Panamera Plug-In Hybrid y vendiéndose en Europa y Estados Unidos.

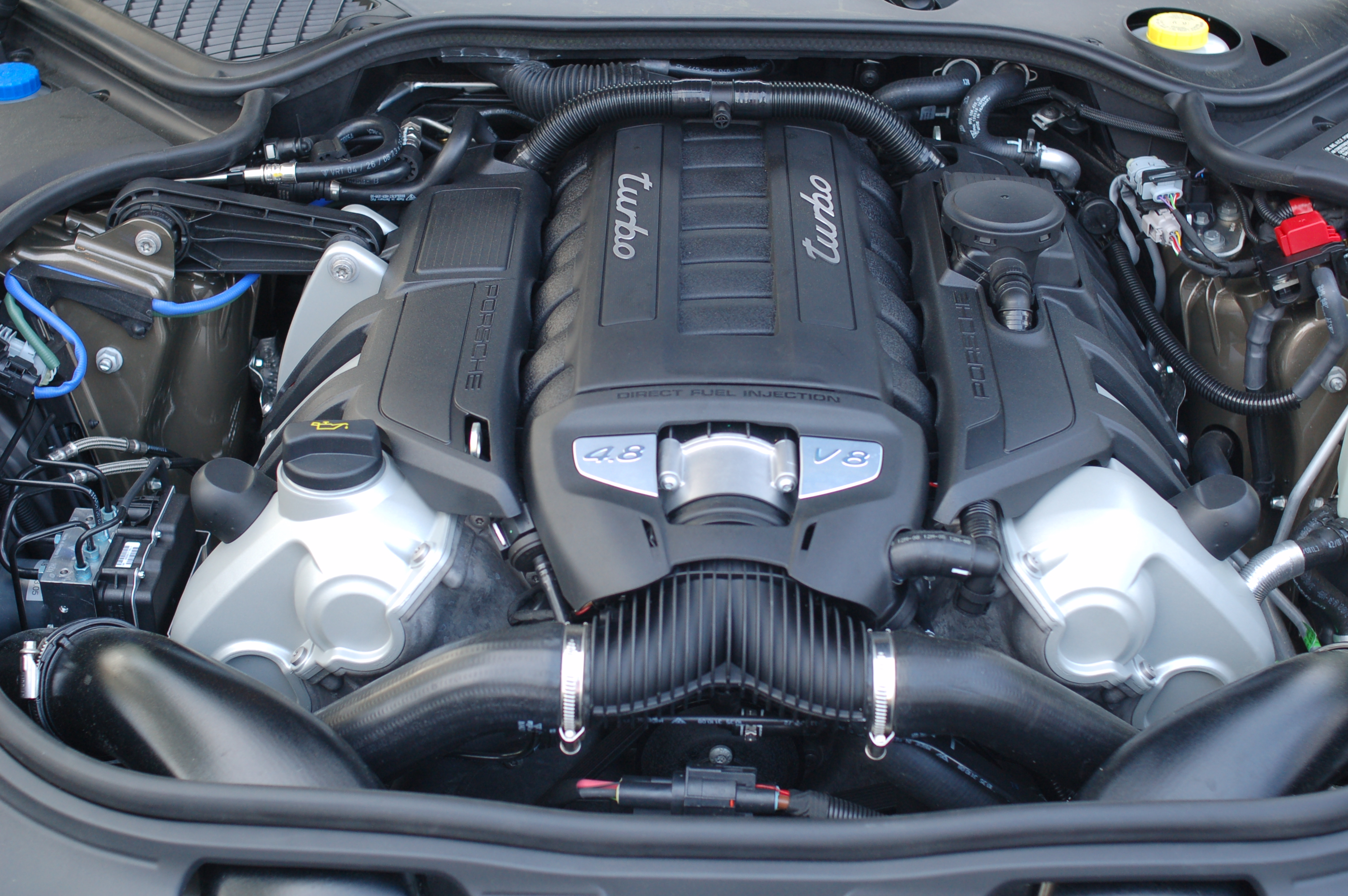
V8 del Porsche Panamera turbo
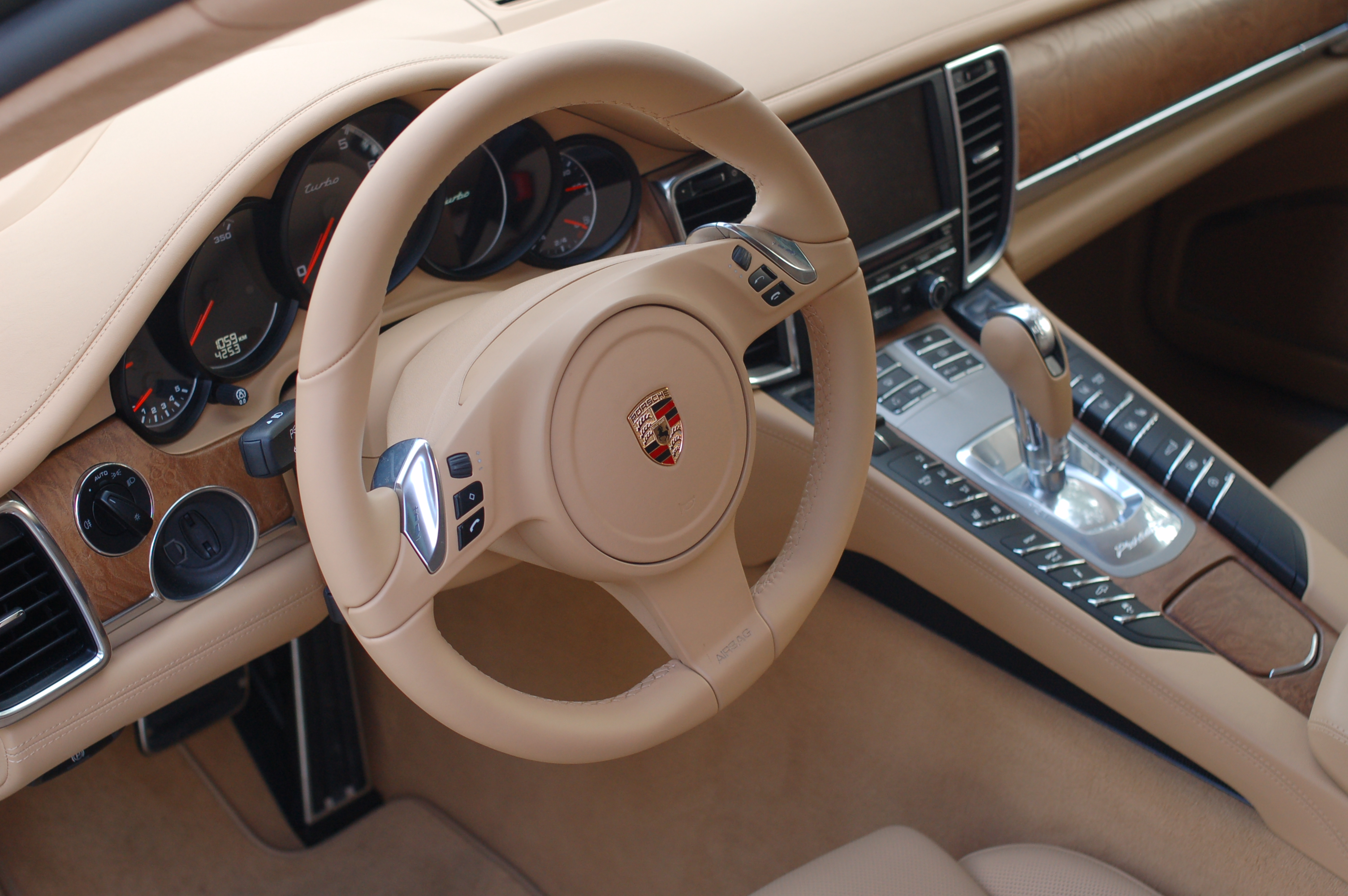
Interior del Porsche Panamera
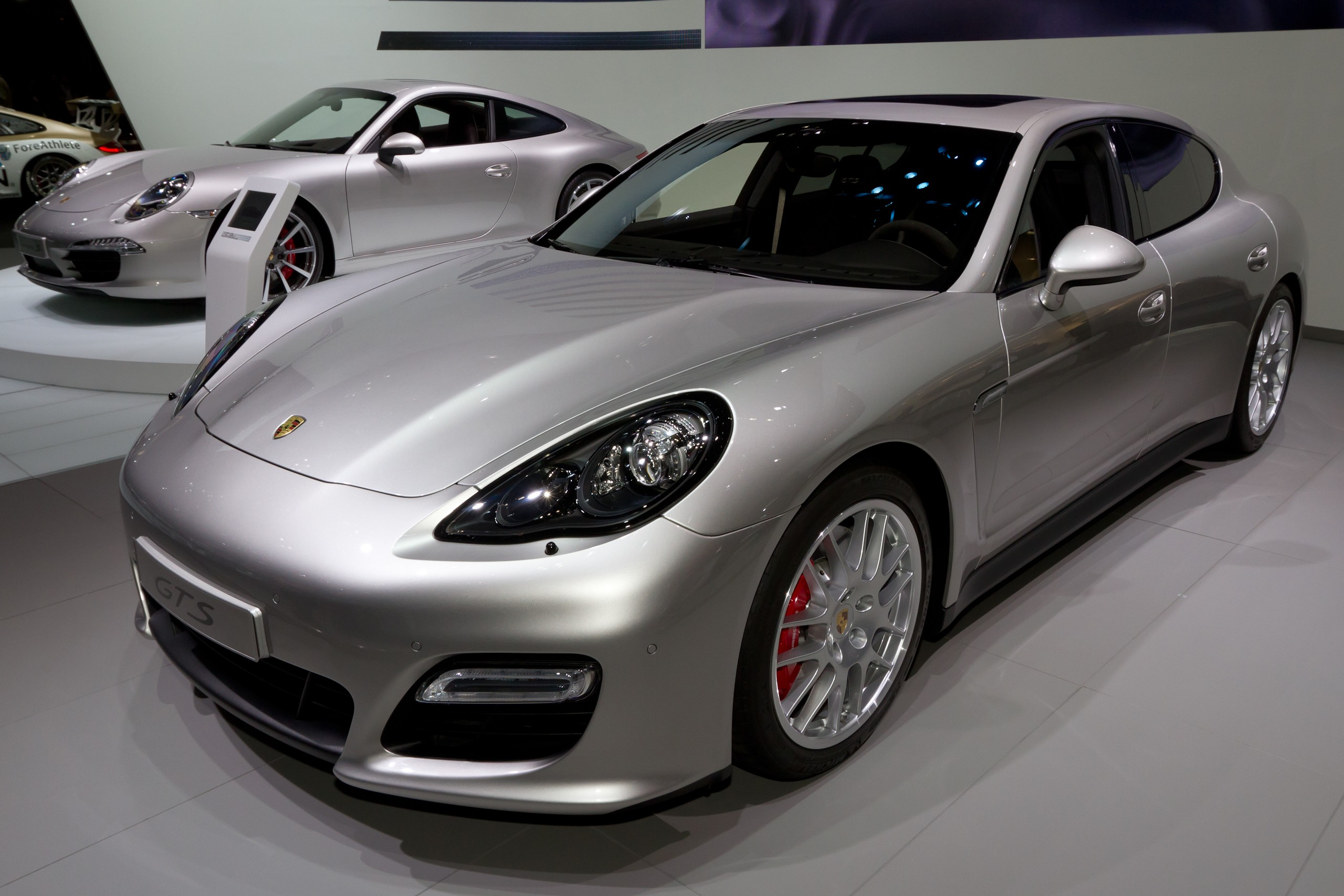
Parte frontal del Porsche Panamera
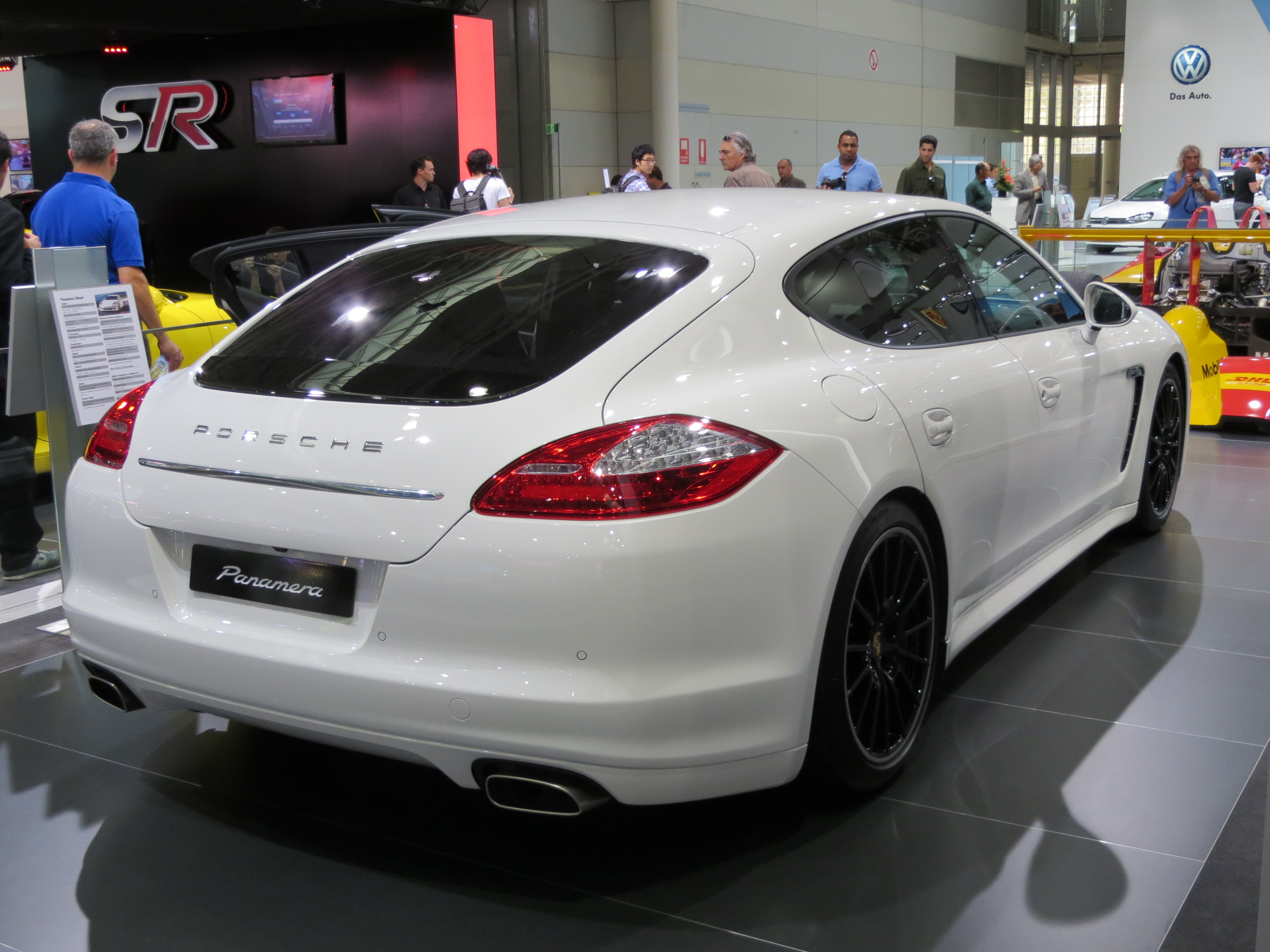
Parte trasera del Porsche Panamera

### Ficha técnica
| Ficha Técnica            | Porsche Panamera                                                                    | Porsche Panamera S                                                                  | Porsche Panamera 4S                                                                 | Porsche Panamera Turbo                                                              | Porsche Panamera Turbo S                   | Porsche Panamera S E-Hybrid                                                                                                |
| Motor                    | V6                                                                                  | V8                                                                                  | V8                                                                                  | V8                                                                                  | V8                                         | V6 |
| Cilindrada               | 3.605 cc                                                                            | 4.806 cc                                                                            | 4.806 cc                                                                            | 4.806 cc                                                                            | 4.806 cc                                   | 2.995 cc |
| Alimentación             | iny. directa                                                                        | iny. directa, admisión de longitud variable                                         | iny. directa, admisión de longitud variable                                         | iny. directa, Turbo compresor, Intercooler                                          |                                            | iny. directa (gasolina), batería de ion-litio (electricidad)                                                               |
| Distribución             | 4 válvulas por cilindro, dos árboles de levas en cada culata, Distribución Variable | 4 válvulas por cilindro, dos árboles de levas en cada culata, Distribución Variable | 4 válvulas por cilindro, dos árboles de levas en cada culata, Distribución Variable | 4 válvulas por cilindro, dos árboles de levas en cada culata, Distribución Variable |                                            | |
| Potencia máxima          | 300 CV a 6.200 rpm                                                                  | 400 CV a 6.500 rpm                                                                  | 400 CV a 6.500 rpm                                                                  | 500 CV a 6.000 rpm                                                                  | 550 CV a 6.000 rpm                         | 336 CV a 6.500 rpm (motor a gasolina) 95 CV a 2.600 rpm (motor eléctrico) 416 CV a 5.500 rpm (modo híbrido)                |
| Par máximo               | 400 Nm a 3.750 rpm                                                                  | 500 Nm a 3.500-5.000 rpm                                                            | 500 Nm a 3.500-5.000 rpm                                                            | 700 Nm a 3.500-5.000 rpm                                                            | 750 Nm (800 en Overboost) a 2250-4.500 rpm | 440 Nm a 3.500-5.250 rpm (motor a gasolina) 310 Nm a < 1.700 rpm (motor eléctrico) 590 Nm a 1.250-4.000 rpm (modo híbrido) |
| Transmisión              | Manual de seis marchas y PDK de siete marchas, ambas con reversa                    | Manual de seis marchas y PDK de siete marchas, ambas con reversa                    | Manual de seis marchas y PDK de siete marchas, ambas con reversa                    | PDK de siete marchas más reversa                                                    | PDK de siete marchas más reversa           | Automática Triptronic de ocho marchas                                                                                      |
| Tracción                 | Trasera                                                                             | Trasera                                                                             | Integral PTM                                                                        | Integral PTM                                                                        |                                            | Trasera |
| Aceleración 0-100 km/h   | man. 6,8 s aut. 6,3 s                                                               | man. 5,6 s aut. 5,4 s                                                               | aut. 5,0 s                                                                          | aut. 4,2 s                                                                          | aut. 3,8 s                                 | aut. 5,5 s |
| Velocidad máxima         | man. 261 km/h aut. 259 km/h                                                         | man. 285 km/h aut. 283 km/h                                                         | aut. 282 km/h                                                                       | aut. 303 km/h                                                                       | aut. 306 km/h                              | aut. 270 km/h (gral.), 135 km/h en modo eléctrico                                                                          |
| Consumo medio (l/100 km) | man. (11,3 l/100 km) aut. (9,3 l/100 km)                                            | man. (12,5 l/100 km) aut. (10,8 l/100 km)                                           | aut. (11,1 l/100 km)                                                                | aut. (12,2 l/100 km)                                                                | aut. (12,3 l/100 km)                       | homologado (3,1 l/100 km)                                                                                                  |
| Emisiones de CO2         | man. (265 g/km) aut. (218 g/km)                                                     | man. (293 g/km) aut. (253 g/km)                                                     | aut. (260 g/km)                                                                     | aut. (286 g/km)                                                                     | aut. (270 g/km)                            | homologado (71 g/km) |

## Segunda generación (2016-presente)
La segunda generación Panamera con código 971 fue presentada el 28 de junio de 2016, en un evento especial en Berlín, Alemania.

### Acabados
El Panamera cuenta con las siguientes versiones y acabados:
- Panamera 4: (Executive, Sport Turismo)

- Panamera 4S: (Executive, Sport Turismo)

- Panamera 4E-Hybrid: (Executive, Sport Turismo)

- Panamera Turbo: (Executive, Sport Turismo,4E-Hybrid )

- Panamera Turbo S: (E-Hybrid, E-Hybrid Executive)

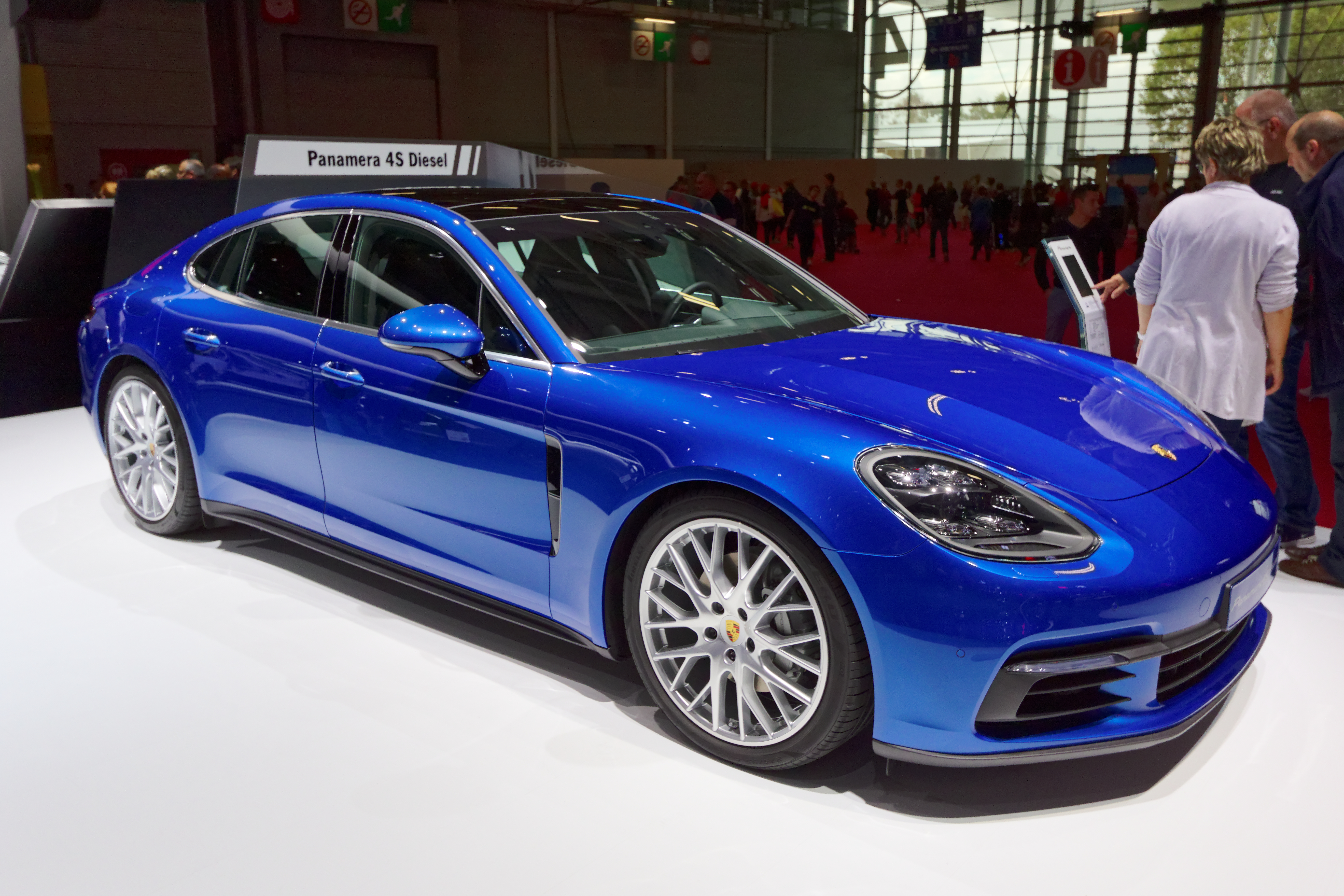
Porsche Panamera 4S
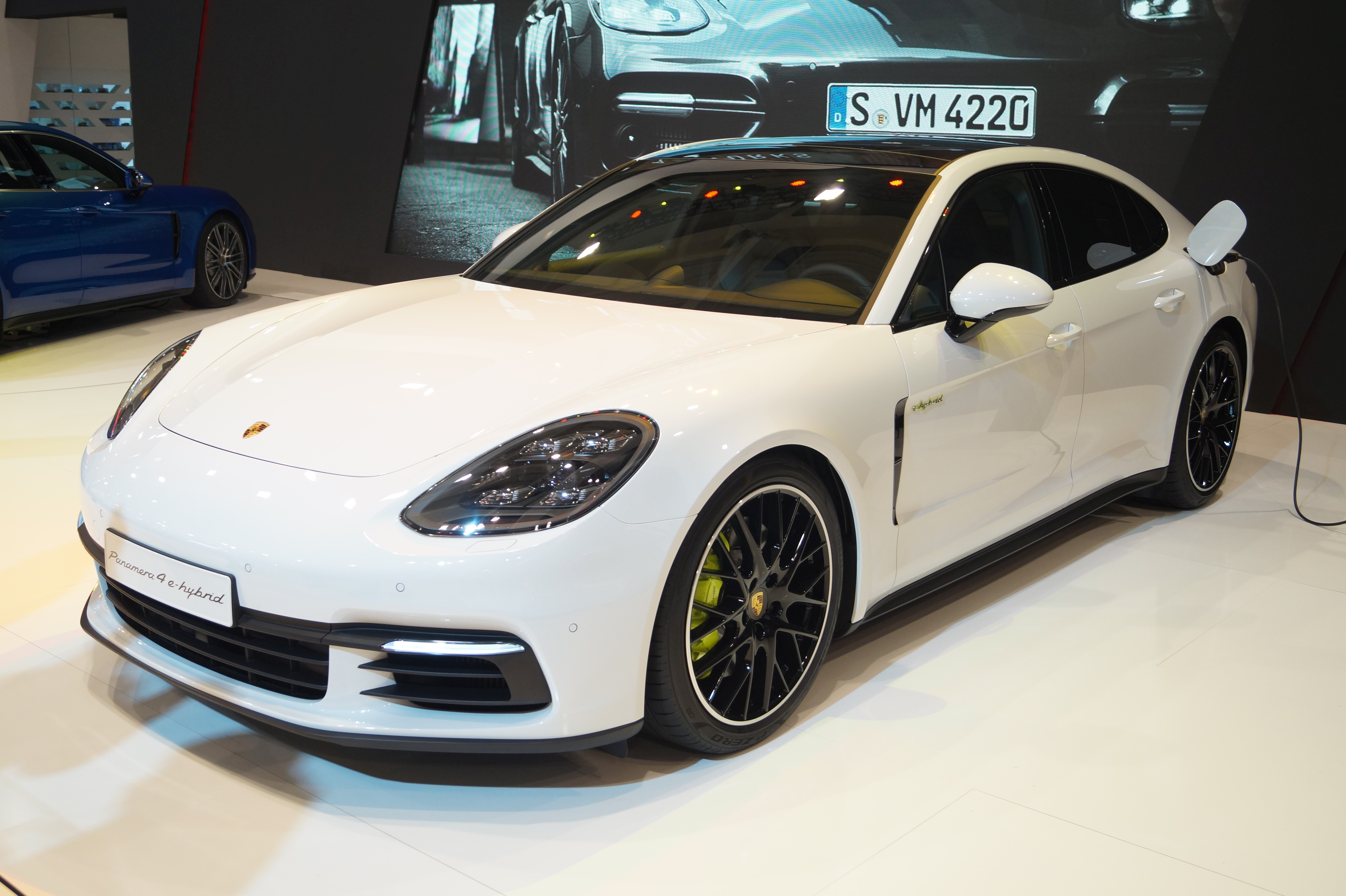
Porsche Panamera 4 E-Hybrid
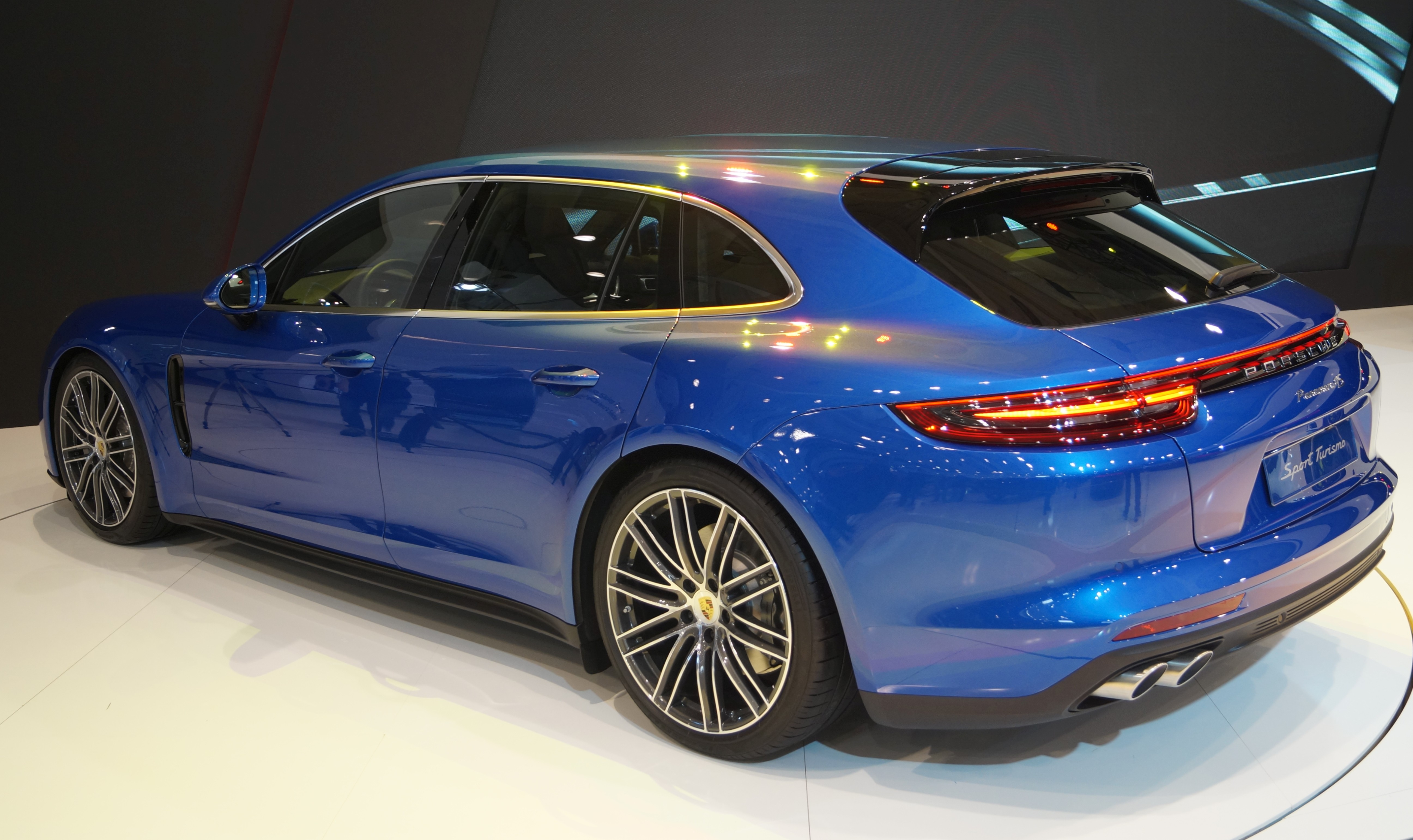
Porsche Panamera Sport Turismo
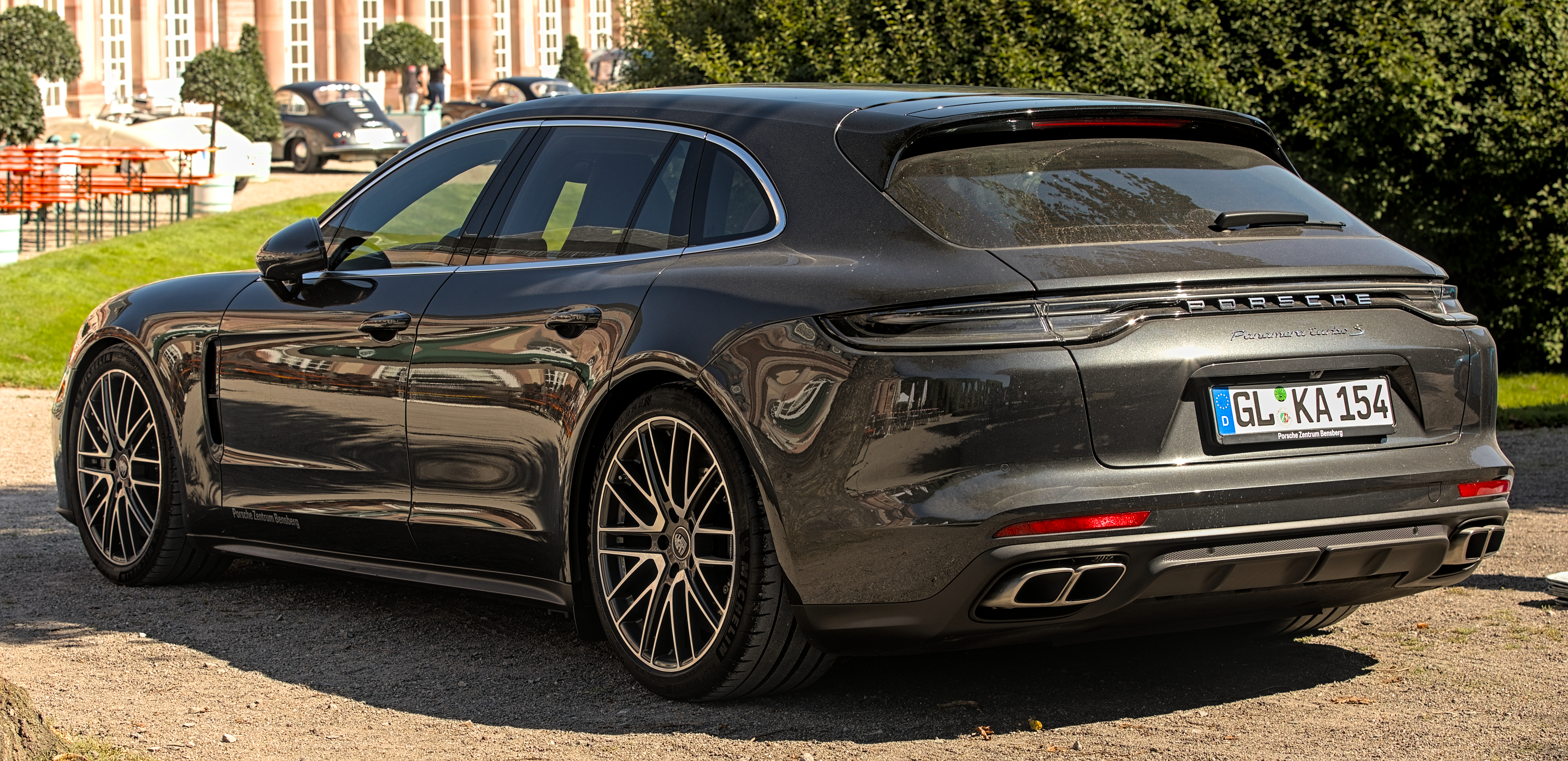
Porsche Panamera Sport Turismo Turbo S E-Hybrid

### Motorizaciones
En las versiones 4S tiene un motor biturbo 2.9 V6 que entrega 440cv y 550nm de torque.
En las versiones Turbo tiene un motor biturbo 4.0 V8 que entrega 550cv y 770nm de torque.
En la versión híbrida. Combina el motor 2.9 con un eléctrico llegando a los 462cv y 700nm de torque en la versión 4S híbrida. 
Y en la versión turbo híbrida combina el motor 4.0 con un eléctrico llegando a los 680 cv y 850nm de torque